# Valeille (vallée)
Pour les articles homonymes, voir Valeille.
Le Valeille est une vallée latérale du haut val de Cogne, dans la région autonome italienne de la Vallée d'Aoste, dans le massif du Grand-Paradis.

## Situation
Le Valeille s'étend du village de Lillaz, longeant le vallon de l'Urtier, jusqu'aux cimes du même nom, à la limite avec le Piémont. Il fait entièrement partie du parc national du Grand-Paradis.